# New Milton

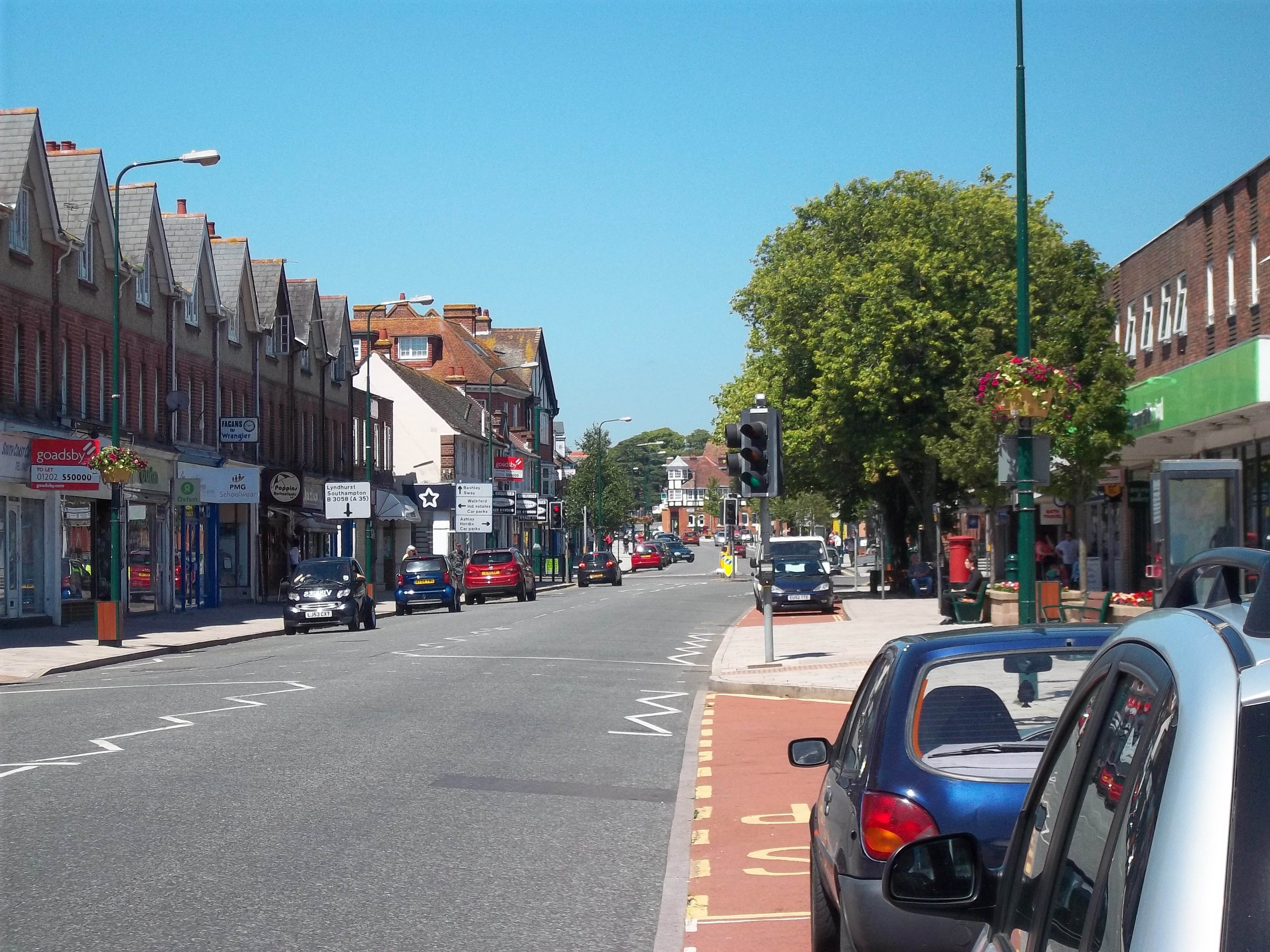
Station Road.

New Milton est une ville du Hampshire, en Angleterre. Elle est située à l’entrée du parc national New Forest, à 10 km à l’ouest de Lymington et à 19 km à l’est de Bournemouth. Au moment du recensement de 2011, elle comptait 25 717 habitants.

## Histoire
La naissance de New Milton remonte à l'époque anglo-saxonne et comprend Old Milton, Barton on Sea, Ashley, Bashley et Wootton. Il compte une population de 25 717 habitants au recensement de 2011

Le 23 août 1940, le 8 août 1942 et le 22 janvier 1943, des bombardements sont effectués sur New Milton par la Luftwaffe allemande. Le château d'eau de la ville a été pris pour cible. Au cours de la Seconde Guerre mondiale, New Milton a hébergé des évacués. C'était une station de transit pour les soldats se rendant sur les champs de bataille. Il y avait aussi un hôpital militaire. C'était un lieu de repos favori pour les aviateurs américains basés sur les aérodromes voisins de la RAF Lymington et de la RAF Holmsley.

## Jumelage
- Canteleu (France)